# Église Sainte-Marie-Madeleine de Karlovy Vary
 (mars 2025).
L'église Sainte-Marie-Madeleine de Karlovy Vary est une église paroissiale catholique romaine, construite en style baroque dans les années 1732-1736. L'église, conçue par l'architecte Kilián Ignace Dientzenhofer, est un monument architectural de la colonnade thermale de Karlovy Vary. Il est protégé en tant que monument culturel tchèque.

## Histoire

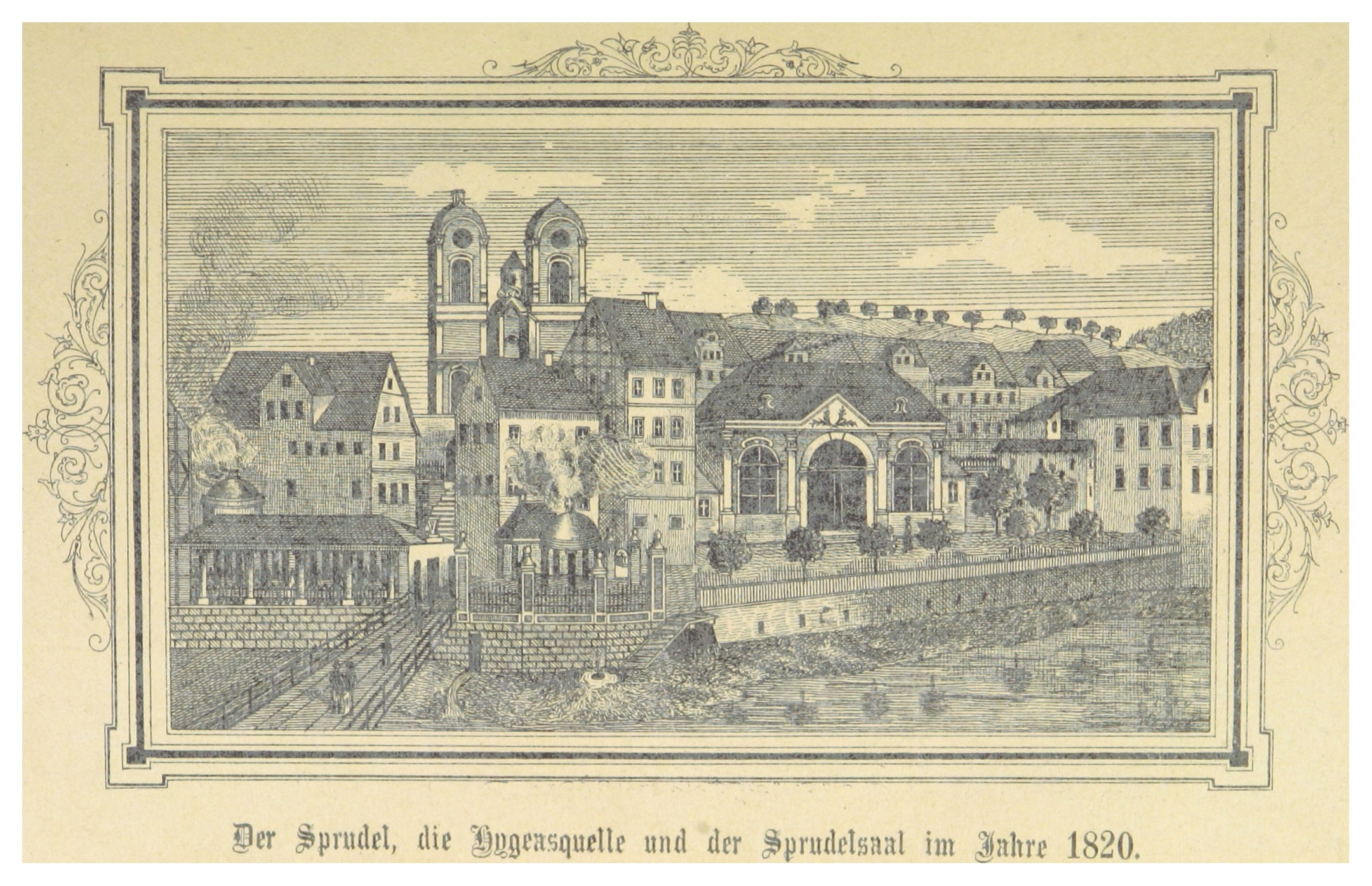
L'église en 1820, avant la reconstruction des tours en 1861

La première mention de l'église Sainte-Marie-Madeleine remonte à 1485. L'église était gérée par des chanoines réguliers. L'église est devenue paroisse en 1491.
La nouvelle église baroque a été construite sur l'emplacement de l'ancienne église gothique du XIVe siècle portant la même dédicace et qui, dans la première moitié XVIIIe siècle, ne répond plus aux besoins en termes de capacité. Elle était également dans un très mauvais état et menaçait même de s'effondrer. En 1732, l'empereur Charles VI dédia mille ducats pour la construction d'une nouvelle église. Le célèbre architecte pragois Kilián Ignác Dientzenhofer s'est vu confier la construction de la nouvelle église, qui a débuté en 1732. L'église a été achevée en 1736 et le coût total de la construction était de 95 000 florins.
En 2010, l'église a été inscrite sur la liste des monuments culturels nationaux.

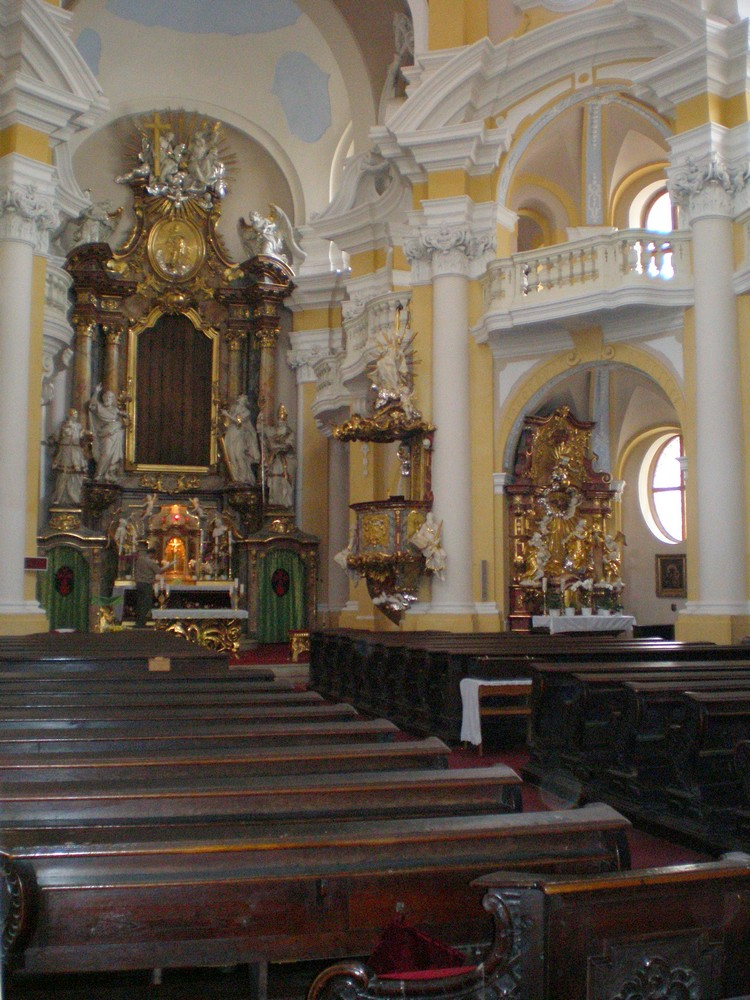
Intérieur

## Galerie

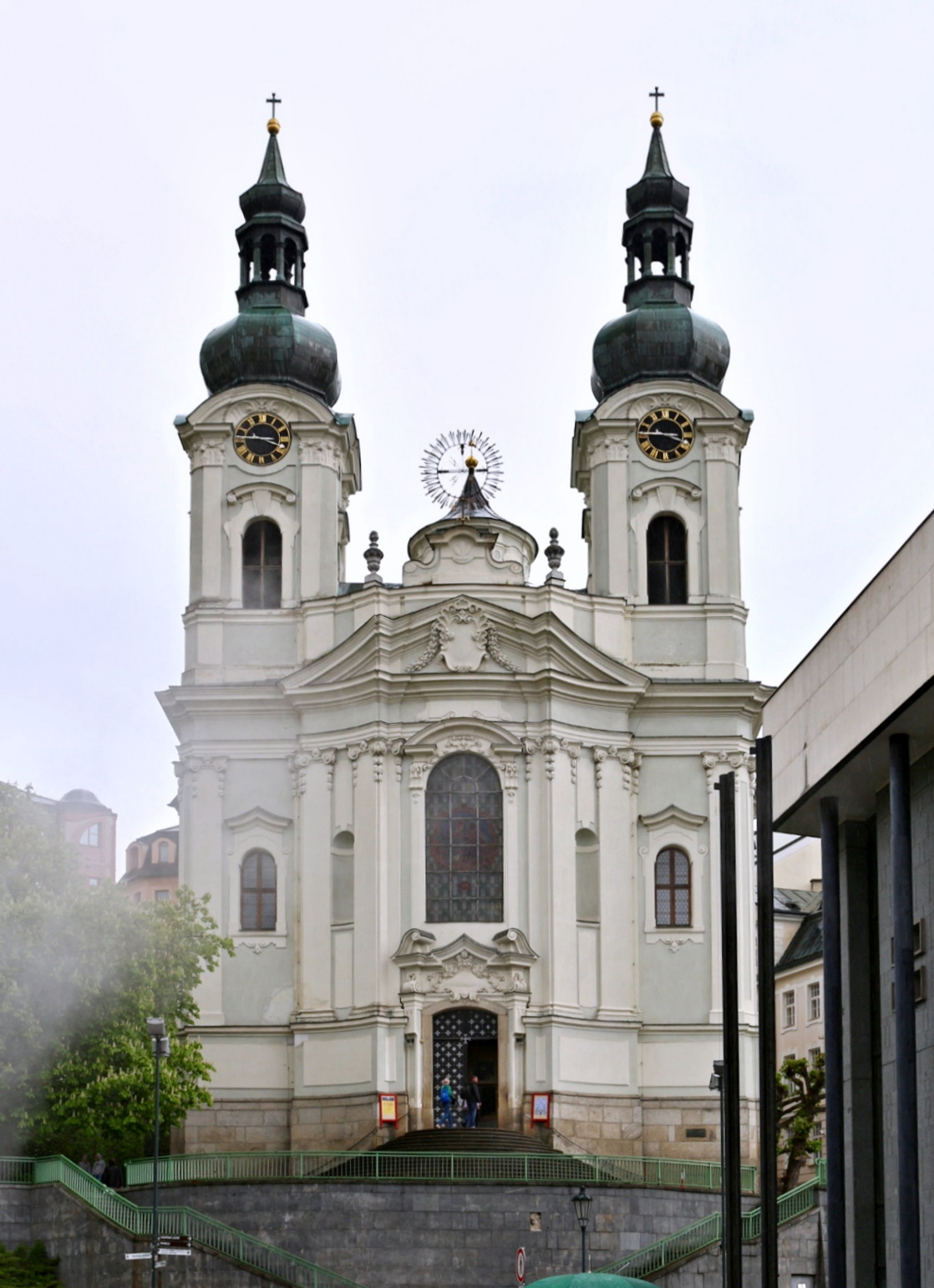
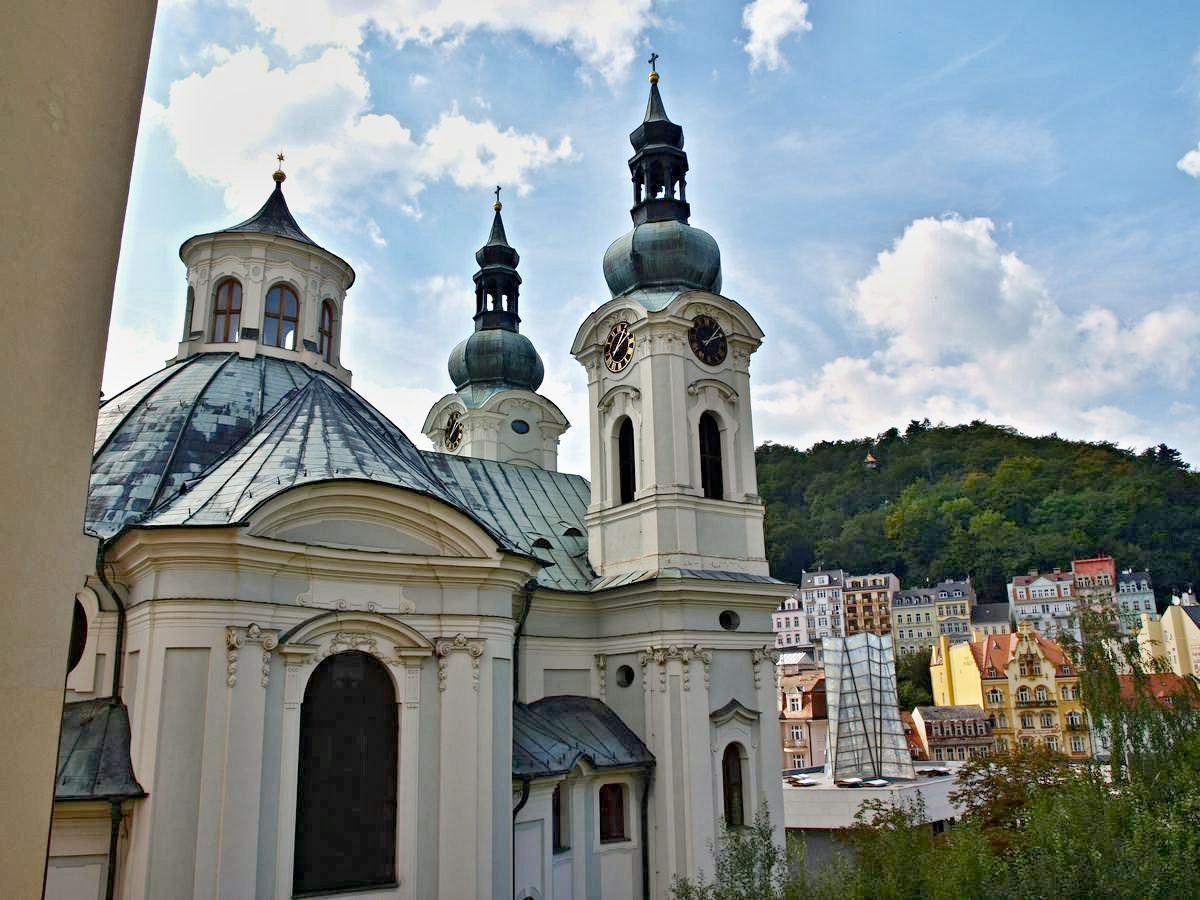
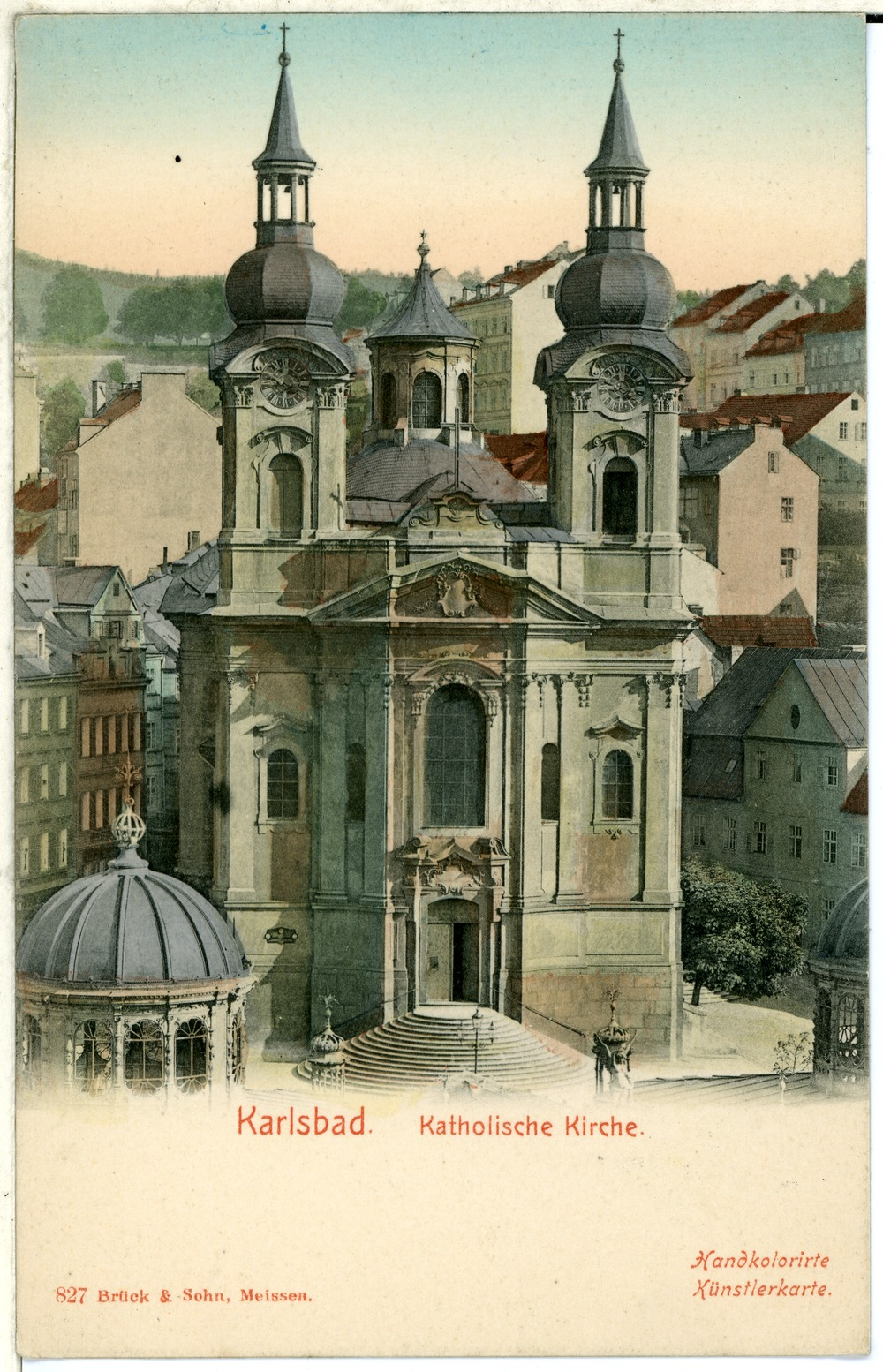
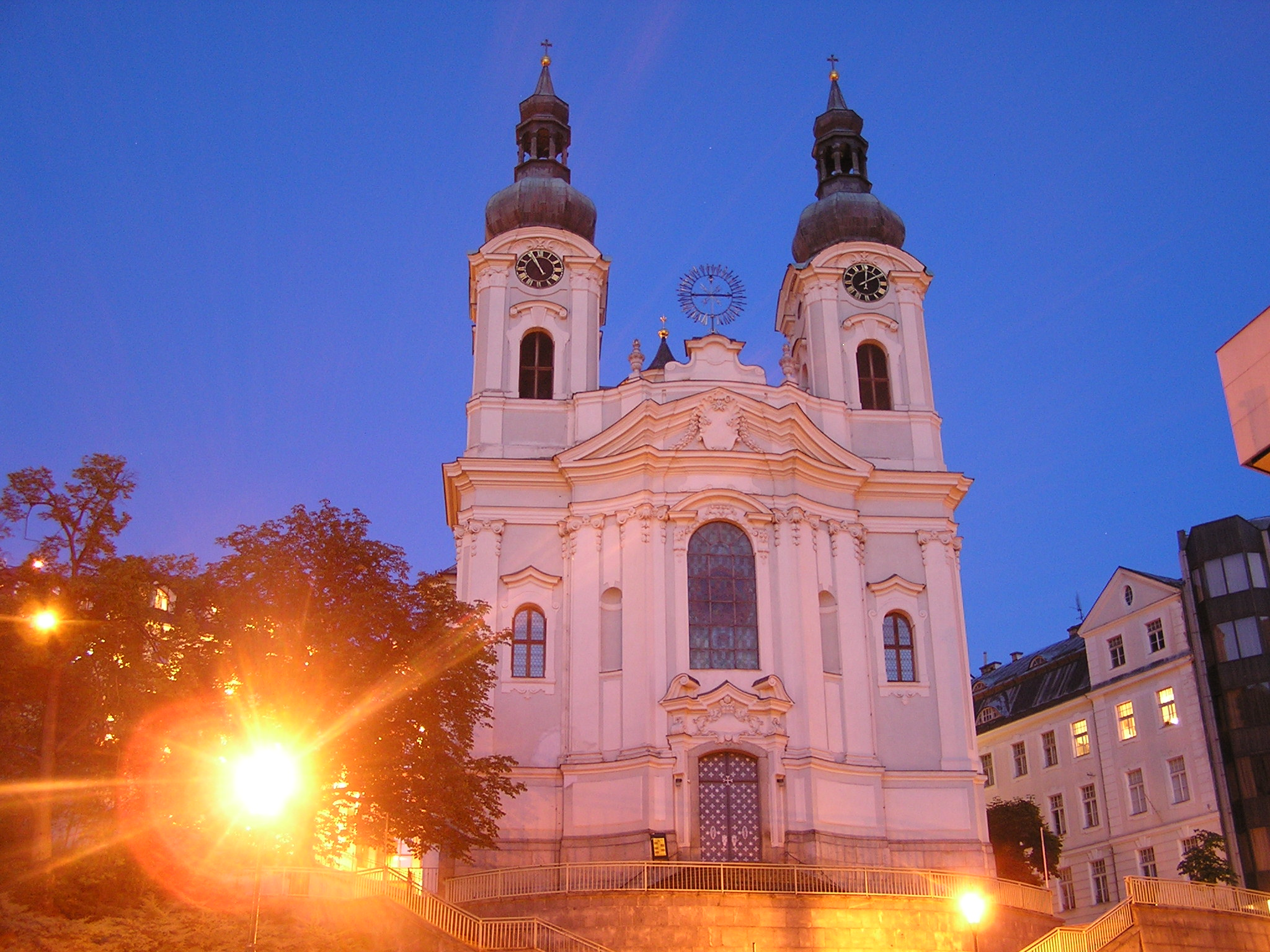